# Van Lanschot

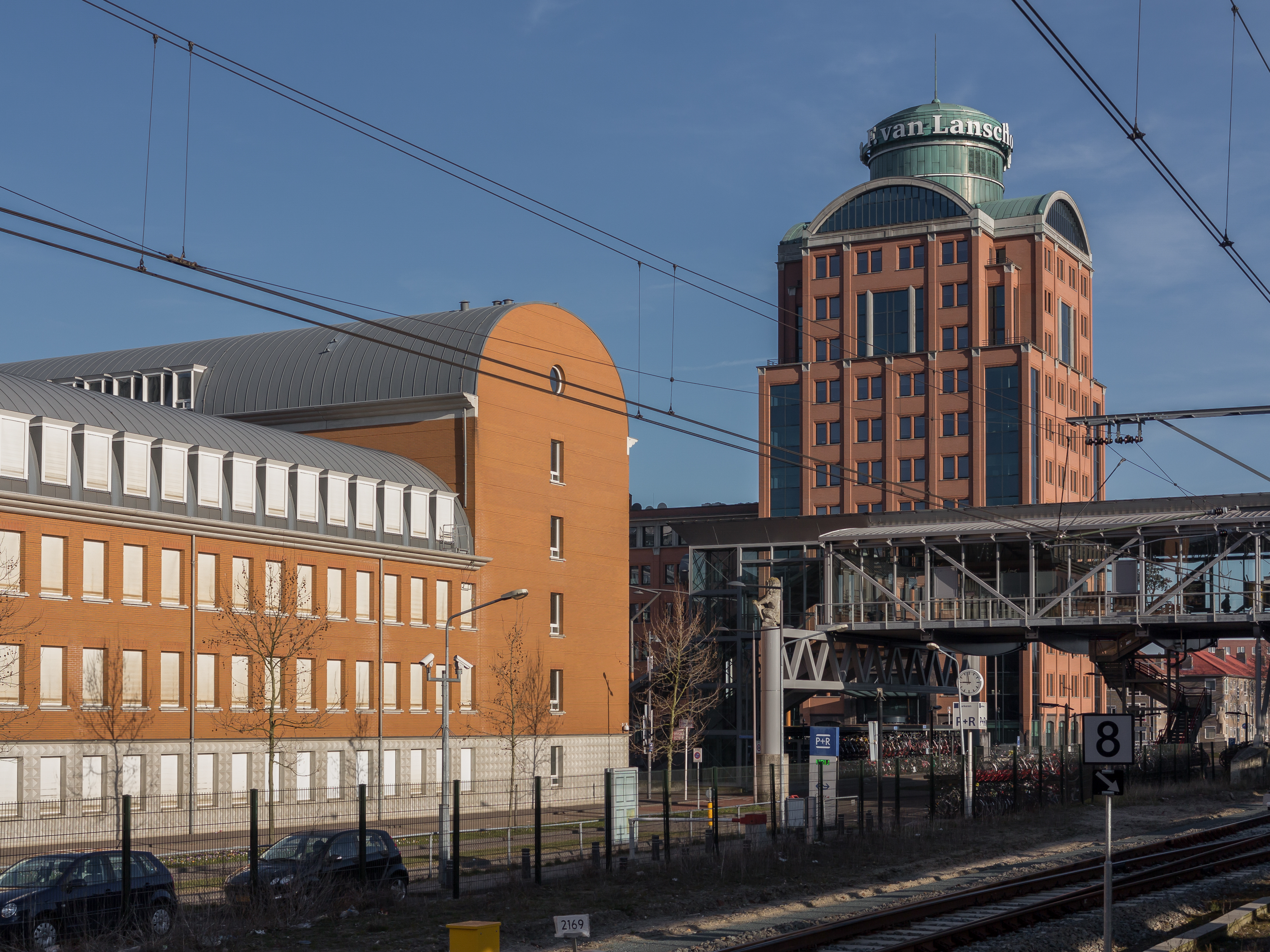
Escritório em 's-Hertogenbosch, Leonardo da Vinciplein

A Van Lanschot NV (a holding do F. van Lanschot Bankiers NV) é uma instituição financeira de origem holandesa que oferece serviços de private banking, gerenciamento de ativos e serviços bancários comerciais. É o banco independente mais antigo da Holanda, com uma história que remonta a 1737. Van Lanschot se posiciona como um gerente de patrimônio especializado e independente, que presta serviços a indivíduos extremamente ricos.
Van Lanschot está na bolsa de valores da Euronext Amsterdam desde 1999.

## História
A história do Van Lanschot Bankiers remonta a 1737, quando Cornelis van Lanschot fundou uma casa comercial em 's-Hertogenbosch.
Desde as origens do banco em 1737 até a morte de Jan Cees van Lanschot em 1991, um membro da família Van Lanschot foi CEO do banco. De 1991 a 2002, Bert Heemskerk foi CEO. Em 2002, ele foi sucedido por Floris Deckers. Em 2013, Karl Guha se tornou CEO.
Em 1973, o National Westminster Bank adquiriu uma participação minoritária na Beleggings-Compagnie, da controladora Van Lanschot. Desde o início dos anos 90, até vender sua participação em 1994, a NatWest era o acionista majoritário.
Em 2004, a Van Lanschot adquiriu o CenE Bankiers (serviços financeiros para o setor de saúde) e em 2007 a Van Lanschot adquiriu a Kempen & Co.
A família Van Lanschot é casada com a família nobre van Meeuwen.

## Marcas e serviços
Van Lanschot oferece serviços bancários privados, gestão de ativos e serviços bancários comerciais.

### Banco privado
Os serviços de Van Lanschot destinam-se a seis grupos-alvo: indivíduos de alto patrimônio líquido, pessoas novas no mercado de gerenciamento de fortunas, empresários e empresas familiares, profissionais e executivos de negócios, profissionais de saúde e fundações e associações.

### Gerenciamento de ativos e bancos comerciais
O Asset Management e o Merchant Banking oferecem serviços especializados em áreas como gerenciamento de ativos, valores mobiliários, fusões e aquisições e transações no mercado de capitais a investidores institucionais, empresas, instituições financeiras e instituições semi-públicas e públicas. A subsidiária do banco Kempen & Co atende ao mercado institucional e oferece serviços de investimento.

### Principais subsidiárias
- Kempen & Co NV
- F. van Lanschot Bankiers (Schweiz) AG

## Escritórios

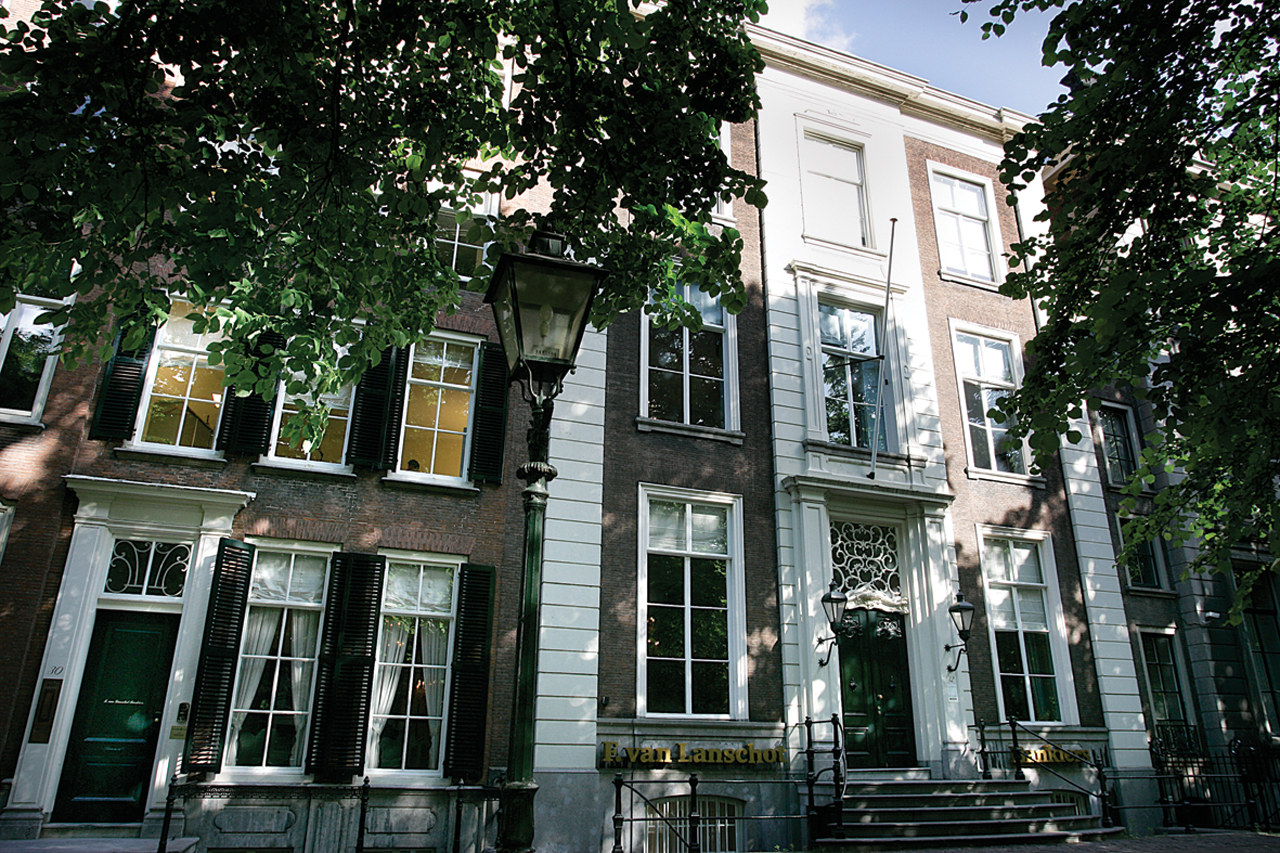
Escritório em Haia

Na Holanda, a Van Lanschot possui 28 escritórios e locais de recepção de clientes, na maioria das grandes cidades. Esses escritórios geralmente estão localizados em prédios históricos. Na Bélgica, Van Lanschot possui sete escritórios. Além disso, o banco opera uma agência na Suíça. A Van Lanschot está sediada em 's-Hertogenbosch, Hooge Steenweg 29.

## Patrocínio
O patrocínio de Van Lanschot visa ajudar a preservar o patrimônio cultural holandês. O banco é patrocinador do Museu Van Gogh em Amsterdã e do Van Lanschot Kempen Kunstprijs, um prêmio de arte para artistas do Benelux. Além disso, Van Lanschot é o principal patrocinador do The Royal Concertgebouw em Amsterdã.

## Controvérsia
Em julho de 2018, a Van Lanschot anunciou que encerraria todas as contas de pessoas físicas que não possuem ativos investíveis suficientes ou que não desejam investir no banco. Eles foram informados por carta, incluindo clientes que haviam sido recrutados anteriormente pela Van Lanschot. Van Lanschot informou que os serviços relacionados a "tráfego de pagamento e economia por si só não podem fazer a diferença". Os clientes com pouco capital precisam suplementar isso para 500.000 Euros e podem se qualificar para serviços bancários privados. Os termos e condições permitem que Van Lanschot encerre o relacionamento com os clientes, mas mesmo assim alguns se sentiram "destruídos" por um "banco arrogante".

## Resultados financeiros
A tabela abaixo mostra os resultados a partir de 2007.
| Ano  | Receita | Resultado operacional antes de impostos | Provisões para perdas com empréstimos | Lucro líquido | Total de ativos | RWA     | Capitalização de mercado (final do ano) | Número de funcionários (x ETI) |
| ---- | ------- | --------------------------------------- | ------------------------------------- | ------------- | --------------- | ------- | --------------------------------------- | ------------------------------ |
| 2007 | €648    | €233                                    | €1                                    | €215          | €21,719         | €13,600 | €2.6 bn                                 | 2,473                          |
| 2008 | €494    | €21                                     | €20                                   | €30           | €20,692         | €14,000 | €1.8 bn                                 | 2,241                          |
| 2009 | €568    | € -36                                   | €113                                  | € -16         | €21,265         | €13,915 | €1.4 bn                                 | 2,050                          |
| 2010 | €631    | €88                                     | €87                                   | €67           | €20,325         | €11,752 | €1.2 bn                                 | 2,043                          |
| 2011 | €552    | €47                                     | €61                                   | €43           | €18,454         | €11,000 | €0.9 bn                                 | 2,009                          |
| 2012 | €541    | € -165                                  | €113                                  | € -147        | €17,941         | €10,535 | €0.6 bn                                 | 1,862                          |
| 2013 | €551    | €37                                     | €102                                  | €34           | €17,670         | €9,003  | €0.7 bn                                 | 1,808                          |
| 2014 | €547    | €134*                                   | €76                                   | €54**         | €17,259         | €7,356  | €0.7 bn                                 | 1,712                          |
| 2015 | €521    | €54*                                    | €51                                   | €60**         | €15,496         | €6,431  | €0.8 bn                                 | 1,666                          |
| 2016 | €482    | €109                                    | € -7                                  | €70           | €14,881         | €5,623  | €0.8 bn                                 | 1,670                          |

2014: *incluindo ganho extraordinário de pensão;** excluindo ganho único de pensão 2015: *Incluindo encargos extraordinários decorrentes da venda de empréstimos imobiliários não produtivos; **Excluindo encargos extraordinários decorrentes da venda de empréstimos imobiliários não produtivos